# Luciana Zogbi
Luciana Zogbi (* 27. Oktober 1994 in São Paulo, Brasilien) ist eine brasilianisch-libanesische Sängerin, Songwriterin und Musikerin.

## Leben und Karriere
Luciana Zogbi wuchs als Tochter einer brasilianischen Mutter und eines libanesischen Vaters in einer Familie der Mittelschicht in São Paulo auf. Ihr musikalisches Talent wurde von den Eltern früh erkannt und gefördert.
Zu Beginn ihrer Karriere coverte sie hauptsächlich Songs bekannter Künstler, wie Avicii, Sam Smith, James Morrison, U2 und Coldplay. Die Aufnahmen veröffentlichte sie auf ihrem YouTube-Kanal TempestinWhite, wo ihr seit Jahren eine stabile Fangemeinde von mehr als 2 Millionen (Stand 2020) Abonnenten folgt. Sie trat in lokalen Cafés und Bars in ihrer Heimatstadt auf. Ihr Cover von All of Me von John Legend verbreitete sich Anfang 2014 viral und wurde weltweit über 110 Millionen Mal aufgerufen.
Von zahlreichen Titeln nahm sie Coverversionen in arabischer Sprache auf, die sie als zweite Muttersprache spricht. Seit 2018 widmete sie sich vermehrt der Veröffentlichung eigener Songs.